# Vollenhovia pacifica
Vollenhovia pacifica é uma espécie de formiga do gênero Vollenhovia, pertencente à subfamília Myrmicinae.